# Одунуга, Шегун Оломвуйва
Шегун Оломвуйва Одунуга (англ. Segun Olumuyiwa Odunuga; 30 ноября 1937 — 13 апреля 2013) — русист, профессор, декан филологического факультета Лагосского университета. Вице-президент международной ассоциации преподавателей русского языка и литературы.

## Биография
Шегун Оломвуйва Одунуга родился в Нигерии в городе Иджебу-Оде 30 октября 1937 года. В 1943—1951 годах он посещал начальную школу Св. Спасителя в родном городе. В 1952 году поступил в среднюю школу и окончил ее в 1957 году.
Для получения высшего образования приехал в СССР и поступил в Университет дружбы народов имени Патриса Лумумбы. Во время учебы, принимал участие в издании университетской газеты «Дружба», первый номер которой был выпущен 5 февраля 1962 года. Закончил обучение в 1965 году. Был в числе первого выпуска специалистов, который торжественно отмечали 29 июня 1965 года в Кремлёвском дворце съездов. Выступал там с речью, после завершения которой к выпускнику подошел А. Н. Косыгин и спросил у него о его дальнейших профессиональных планах.
В мае 1965 года получил диплом переводчика с русского и английского языка. В 1966 году начал работать в университете Ибадана.
В ноябре 1968 года защитил кандидатскую диссертацию в Университете дружбы народов им. Патриса Лумумбы.
В 1969—2003 годах занимал пост председателя и руководителя правления абадинской школы, UI. С 1970 по 2003 был членом сената университета.
В 1974—1976 годах был субдеканом факультета искусств Ибаданского университета. С 1976 по 1986 год был вице-президентом Международной ассоциации учителей русского языка и литературы. В 1977 году занял должность генерального секретаря Западноафриканской ассоциации учителей русского языка. В 1979—1984 — член совета университета.
Руководитель департамента европейских исследований в 1979—1983 годах и в 1992—1997 годах.
В 1980 году его наградили Медалью А. С. Пушкина и он стал первым африканцем, удостоенным этой награды.
Был вице-президентом и членом совета директоров AIMAV в 1980 году, а в 1981 году стал генеральным секретарем Ассоциации западноафриканских современных языков. Член Ассоциации преподавателей русского языка Великобритании. Член Американского совета преподавателей русского языка. Старший научный сотрудник Африканского центра развития и стратегического исследования (ACDESS).
С 1980 по 1983 год был директором государственной вещательной компании Огун.
В 1985 году ему присвоили звание профессора в Ибаданском университете.
В 1997—1999 — декан факультета искусств университета Ибадана.
Был колумнистом газеты «Tribune», куда писал под псевдонимом Виктор Шегунов. Хорошо знал русский, английский, французский и язык йоруба.
Вице-президент международной ассоциации преподавателей русского языка и литературы(МАПРЯЛ). Возглавляет кафедру филологии в Ибаданском университете.
Семья — жена, дети и внуки.
Шегун Одунуга умер 13 апреля 2013 года в родном городе Иджебу-Оде.

## Награды
- Медаль А. С. Пушкина (1980 год, Международная ассоциация преподавателей русского языка и литературы)[9].